# Edward Hall
Edward Hall (auch Halle) (* 1495 oder 1498; † 1547) war englischer Historiker, Anwalt und Chronist der Tudor-Epoche.
Er erhielt seine Ausbildung in Eton und im King’s College, Cambridge (1518). Nach Beendigung seiner Ausbildung wurde er Anwalt in London. 1532 übernahm er das Amt des Sergeanten und Richters am Hof des Sheriff von London. Zusätzlich war er auch Parlamentsmitglied für Bridgnorth, Shropshire.
Hall ist für sein Werk, „The Union of the two Noble and Illustre families of Lancaster and York“, bekannt. Dieses Werk, besser bekannt als „Hall's Chronicle“, wurde 1542 zuerst aufgelegt. Im Jahr 1550 erschien eine erweiterte Auflage mit zusätzlich eingearbeiteten Notizen des Autors, die nach Halls Tod durch Richard Grafton, einen der bekanntesten englischen Buchdrucker unter König Heinrich VIII. eingefügt wurden.
Die Chronik beginnt mit dem Aufstieg von Heinrich IV. zum König im Jahr 1399, schildert die Konflikte der Yorkisten und Lancastrianer während der Rosenkriege und endet (mit den Ergänzungen durch Grafton) mit dem Tod von König Heinrich VIII. im Jahr 1547.
Hall, als überzeugter Protestant, zeigt in der Chronik deutlich die Sympathie mit der protestantischen Sache und stellt die Politik König Heinrichs VIII. nicht sehr neutral dar, trotzdem ist seine Chronik unter Historikern sehr geschätzt, da sie einen unverfälschten Blick durch Zeitzeugenberichte auf historische Materialien erlaubt. Hall betrachtet seine Berichte klar mit dem geschulten Auge des Anwalts der Zeitepoche, findet Gelegenheit passende Geschichten aus dem Bauernstand einzuarbeiten und zeigt so ein farbiges Abbild seiner Zeit.
Absolut betrachtet ist die Chronik damit wenig aussagekräftig, da sie aber ein attraktives Werk eines Zeitzeugen darstellt wird sie auch von Historikern gerne genutzt, trotzdem müssen einige seiner Angaben natürlich im Licht neuerer Forschung betrachtet werden.
Neben den Historikern finden auch Literaturwissenschaftler diese Chronik äußerst interessant, denn ihr Inhalt wurde von William Shakespeare als wichtigste Vorlage und eine der Hauptquellen für seine auf der Geschichte Englands basierenden Historiendramen genutzt. Eventuelle Unterschiede zwischen dem Inhalt dieser Stücke Shakespeares und der exakten und realen Geschichte lassen sich so auch auf eine bestimmte Quelle als Vorlage zurückführen.